# Canthyporus testaceus
Canthyporus testaceus är en skalbaggsart som beskrevs av Zimmermann 1923. Canthyporus testaceus ingår i släktet Canthyporus och familjen dykare. Inga underarter finns listade i Catalogue of Life.